# Diecezja Aveiro
Diecezja Aveiro (łac. Dioecesis Aveirensis) – diecezja Kościoła rzymskokatolickiego w Portugalii. Należy do metropolii Bragi. Powstała 12 kwietnia 1771, zniesiona w 1881. Została ponownie erygowana przez papieża Piusa XI bullą Omnium Ecclesiarum w dniu 24 sierpnia 1938.

## Główne świątynie
- Katedra: Katedra św. Dominika w Aveiro

## Biskupi diecezjalni
- António Freire Gameiro de Sousa (1774–1799)
- António José Cordeiro (1801–1813)
- Manuel Pacheco de Rèsende (1815–1837)
- João Evangelista de Lima Vidal (1940–1958)
- Domingos da Apresentação Fernandes (1958–1962)
- Manuel d’Almeida Trindade (1962–1988)
- António Baltasar Marcelino (1988–2006)
- António Francisco dos Santos (2006–2014)
- António Moiteiro Ramos (od 2014)